# Историја Казахстана
Историја Казахстана може се пратити још од палеолита. Казахстан је највећа земља у потпуности у саставу Евроазијске степе, те је био раскрсница значајних путева и дом различитих народа током историје, који су на овим просторима формирали многе државе и царства. Од 18. до 20. века налазио се у саставу Руске империје, а касније и у Совјетском Савезу. Република Казахстан постоји од 1991. године. 

## Антика и средњи век
Људи су насељавали територију Казахстана још од раној палеолита. Културе бронзаног доба које су биле раширене на просторима данашњег Казахстана биле су: Срубна, Афанасево, Андроново. Између 500. године п. н. е. и 500. године нове ере, Казахстан је био дом Сака и Хуна, номадских ратника. Почетком нове ере, територије источно од Каспијског језера насељавали су различити народи, углавном номади који су говорили индоевропским (уралским) језиком: Алани, Аорси, Будини, Иседоне, Вусун, Мадјаре, Масагети и Саки. Неки од ових народа формирали су и државе на истоку. У наредним вековима Казахстан насељава становништво које је говорило турским језицима. Под налетом Хуна, многи становници данашњег Казахстана беже на запад, у Европу, или падају у заробљеништво. Преко територије Казахстана прелазе и Сабири и Прабугари. Рурански канат је почетком 6. века заузео неке делове данашњег Казахстана. Турски народ Готурк успоставио је власт над овим просторима средином 6. века. У грађанском рату, Готурски каганат дели се на Западно-турски каганат, под Оногурима, и Источно-турски каганат под Готурцима. Западно-турски каганат пада 659. године под власт династије Танг. Крајем 7. века две државе поново су уједињене у Другом турском каганату. Он се распада већ после неколико генерација. 
Године 766. основана је држава Огуз Јагбу са главним градом у Јанкенту. У њеном саставу нашао се велики део данашњег Казахстана. Основали су је Огузи из суседног Тургешког каганата. Огузи су изгубили борбу са Карлуксима. У 8. и 9. веку делове јужног Казахстана освајају Арапи који уводе ислам на ове просторе. Огузи су контролисали западни Казахстан од 9. до 11. века. Источни Казахстан био је под контролом турских народа Кимака и Кипчака. Кумани су контролисали западни Казахстан од 12. века до 1220-тих година. Карлуци су основали државу Караханида током 9. века. Караханиди прелазе у ислам. Око 1130-тих година њихову државу освојио је монголски народ Кара-Хитани. Њихова власт трајала је до инвазије Џингис-кана (1219-1221). Уследила је владавина Златне хорде (западног огранка Монголског царства). Држава Монгола била је подељена у канате, од којих је територија данашњег Казахстана била подељена у Ногајев канат и Казахстански канат. 
Казахстански канат основан је 1465. године у области Зетису на југоистоку данашњег Казахстана. У време владавине Касим кана (1511-1523), канат се значајно шири. Он је донео и први казахстански законик 1520. године. Казахстански номади нападају руске територије како би прибавили робове. То је изазивало руске интервенције, све до коначног освајања 1731. године, када је Казахстански канат престао да постоји.

## Руска владавина (1731-1917)
Руски трговци и војници појављују се у северозападном Казахстану још у 17. веку, када козаци оснивају прве тврђаве (данашњи градови Орал и Атирау). Руси освајају Казахстански каганат користећи се грађанским ратом између Велике и Мале хорде. Кан Мале хорде затражио је руску интервенцију 1730. године. Иако је канова намера била да закључи само привремени савез са Русима, руски цар је искористио његов позив да преузме контролу над Малом хордом. До 1798. године Руси освајају и Средњу хорду, али је Велика хорда остала ван руске контроле до 1820-тих година. 
Руско царство интегрисало је казахстанску степу у своју државу. Између 1822. и 1848. године три главна казахстанска кана изгубила су сву власт. Руси граде многе тврђаве како би контролисали освојене територије, а руски досељеници добијају земљу. Казахстански номади губе територије за испашу стада и присиљени су на седелачки начин живота. Током руске колонизације долазило је до многих побуна и ратова (попут Исатаија Таинманулија, Макхамбета Утемисулија и Есета Котибарулија). Године 1906. довршена је Трансаралска пруга између Оренбурга и Ташкента. Између 1906. и 1912. године оснива се више од пола милиона руских фарми од стране министра унутрашњих послова Петра Столипина. Многи Казахстанци побунили су се против регрутације у руску војску током Првог светског рата, коју је цар наредио јула 1916. године. На хиљаде Казахстанаца убијено је у одмазди, а на хиљаде их бежи у Кину и Монголију. Многи Казахстанци и Руси борили су се заједно против комунистичког преузимања власти и опирали су се њиховој контроли. Тако је настала позната Алашка аутономија, непризната држава која је постојала у периоду од 1917. до 1920. године, када се предала бољшевичким властима. 

## Казахстан у Совјетском Савезу (1920-1991)
Киргиска аутономна социјалистичка совјетска република основана је 1920. године, а 1925. године она постаје Казашка аутономна Совјетска Социјалистичка Република, како би се Казахстан разликовао од Киргистана. Део данашњег Казахстана ушао је у Руску Совјетску федеративну социјалистичку републику. Уједињењем казахстанских области настаје 1936. године Казашка Совјетска Социјалистичка Република, као друга по величини у Совјетском Савезу. Велика глад владала је на овим просторима у периоду од 1929. до 1934. године. Многи совјетски грађани из западних делова Совјетског Савеза селе се у Казахстан током Другог светског рата, када су силе Осовине заузеле западне делове СССР-а. Такође се на ове просторе селе и многи Пољаци. Међутим, много више досељеника долази током кампање Девичанских поља совјетског премијера Никите Хрушчова (1958-1964). 
Совјетски Казахстан играо је значајну улогу у развоју индустрије и пољопривреде СССР-а, захваљујући великим налазиштима угља откривених током 20. века. Совјетски Политбиро разрешио је 16. децембра 1986. године дугогодишњег генералног секретара Комунистичке партије Казахстана Динмукхамеда Конајева. Његов наследник био је Генади Колбин из Уљановска у Русији који је покренуо демонстрације против Руса. Протести су сузбијени, а живот је изгубило између 2000 и 20.000 људи. Колбин је 1989. године смењен Нурсултаном Назарбајевим. У покушају државног удара групе совјетских званичника и официра августа 1991. године, Назарбајев је подржао Бориса Јељцина. На председничким изборима 1. децембра 1991. године, победио је освојивши 91,5% гласова.
Референдум одржан априла 1995. продужио је његов председнички мандат до 2000. године. За председника је био изабран јануара 1999. и поновно у децембру 2005. године. Назарбајев је кандидат и на председничким изборима 26. априла 2015. године. У предизборно време добио је подршку Владимира Путина и Александра Лукашенка који су га посетили у Астани у марту 2015. године. 